# Valul ucigaș
Valul ucigaș (Crimson Tide) este un film american thriller de acțiune din 1995 regizat de Tony Scott și produs de Don Simpson și Jerry Bruckheimer. Rolurile principale au fost interpetate de actorii Gene Hackman, Denzel Washington, Viggo Mortensen și Ryan Phillippe. Are loc într-o perioadă de tulburări politice din Federația Rusă, în care ultranaționaliștii amenință că vor lansa rachete nucleare către Statele Unite ale Americii și Japonia.

## Distribuție
- Denzel Washington - locotenent comandant Ron Hunter, ofițer executiv (XO)
- Gene Hackman - Căpitanul Frank Ramsey, ofițer comandant (CO)
- George Dzundza - Șeful Boat Walters (COB)
- Matt Craven - locotenentul Roy Zimmer, ofițer de comunicații (COMMO)
- Viggo Mortensen - Locotenent Peter Ince, ofițer de arme (WEPS)
- James Gandolfini - Locotenentul Bobby Dougherty, ofițer de aprovizionare (SUPPO)
- Rocky Carroll - Locotenentul Darik Westerguard, ofițer de operațiuni (OPS)
- Jaime P. Gomez - ofițer de punte Mahoney (OOD)
- Michael Milhoan - Șeful Watch Hunsicker (CPOOW)
- Scott Burkholder - ofițer de supraveghere tactică Billy Linkletter (TSO)
- Danny Nucci - Subofițer Danny Rivetti, supervizor sonar
- Lillo Brancato, Jr. - Subofițer clasa a treia Russell Vossler, operator radio
- Rick Schroder - Locotenent Paul Hellerman, ofițer de control al daunelor
- Steve Zahn - Marinarul William Barnes
- Mark Christopher Lawrence - Specialist culinar principal Rono
- Ryan Phillippe - Marinarul Grattam
- Eric Bruskotter - Bennefield
- Daniel von Bargen - Vladimir Radcenko, lider ultranaționalist rus
- Jason Robards - Contraamiralul Anderson (necreditat)
- Jim Reid Boyce - Ofițer de scufundări

## Producție
Filmările au avut loc în 1994. Cheltuielile de producție s-au ridicat la 53 milioane $.

## Lansare și primire
A avut încasări de 157,4 milioane $.